# Rząd Gabriela Attala
Rząd Gabriela Attala – 44. rząd V Republiki Francuskiej urzędujący od stycznia do września 2024. Powołał go prezydent Emmanuel Macron. Zastąpił funkcjonujący od maja 2022 rząd Élisabeth Borne.
8 stycznia 2024 premier Élisabeth Borne podała się do dymisji, która została przyjęta przez prezydenta Emmanuela Macrona tego samego dnia. Następnego dnia Gabriel Attal został powołany na stanowisko premiera. 11 stycznia ogłoszono skład nowego gabinetu.
8 lutego dokonano uzupełnienia składu rządu. W składzie rządu pozostali wszyscy dotychczasowi ministrowie i ministrowie delegowani. Amélie Oudéa-Castéra przeszła na stanowisko ministra sportu oraz do spraw igrzysk olimpijskich i paraolimpijskich. Powołano dwóch dodatkowych ministrów, a także nowych ministrów delegowanych i sekretarzy stanu.
5 września 2024, blisko dwa miesiące przedterminowych wyborach parlamentarnych, nowym premierem został Michel Barnier. Pozostałych członków nowego gabinetu powołano 21 września tegoż roku.

## Skład rządu w okresie powołania
Ministrowie
- Premier: Gabriel Attal
- Minister gospodarki, finansów, suwerenności przemysłowej i cyfrowej: Bruno Le Maire
- Minister spraw wewnętrznych i do spraw terytoriów zamorskich: Gérald Darmanin
- Minister pracy, zdrowia i solidarności: Catherine Vautrin
- Minister sportu oraz do spraw igrzysk olimpijskich i paraolimpijskich: Amélie Oudéa-Castéra[8]
- Minister rolnictwa i suwerenności żywnościowej: Marc Fesneau
- Minister kultury: Rachida Dati
- Minister obrony: Sébastien Lecornu
- Minister sprawiedliwości i strażnik pieczęci: Éric Dupond-Moretti
- Minister do spraw Europy i spraw zagranicznych: Stéphane Séjourné
- Minister transformacji energetycznej i spójności terytorialnej: Christophe Béchu
- Minister szkolnictwa wyższego i badań naukowych: Sylvie Retailleau

Ministrowie powołani 8 lutego 2024
- Minister edukacji narodowej i młodzieży: Nicole Belloubet
- Minister transformacji i służb publicznych: Stanislas Guerini

Ministrowie delegowani (podlegli innym ministrom)
- Ds. odnowy demokracji, rzecznik prasowy rządu: Prisca Thevenot (przy premierze)
- Ds. relacji z parlamentem: Marie Lebec (przy premierze)
- Ds. równości kobiet i mężczyzn oraz zwalczania dyskryminacji: Aurore Bergé (przy premierze)

Ministrowie delegowani (podlegli innym ministrom) powołani 8 lutego 2024
- Ds. przemysłu i energii: Roland Lescure (przy ministrze gospodarki, finansów, suwerenności przemysłowej i cyfrowej)
- Ds. przedsiębiorczości, turystyki i konsumpcji: Olivia Grégoire (przy ministrze gospodarki, finansów, suwerenności przemysłowej i cyfrowej)
- Ds. rachunków publicznych: Thomas Cazenave (przy ministrze gospodarki, finansów, suwerenności przemysłowej i cyfrowej)
- Ds. wspólnot terytorialnych i obszarów wiejskich: Dominique Faure (przy ministrze spraw wewnętrznych i do spraw terytoriów zamorskich oraz ministrze transformacji energetycznej i spójności terytorialnej)
- Ds. terytoriów zamorskich: Marie Guévenoux (przy ministrze spraw wewnętrznych i do spraw terytoriów zamorskich)
- Ds. dzieci, młodzieży i rodziny: Sarah El Haïry (przy ministrze pracy, zdrowia i solidarności, ministrze edukacji narodowej i młodzieży oraz ministrze sprawiedliwości i strażniku pieczęci)
- Ds. osób starszych i niepełnosprawnych: Fadila Khattabi (przy ministrze pracy, zdrowia i solidarności)
- Ds. zdrowia i profilaktyki: Frédéric Valletoux (przy ministrze pracy, zdrowia i solidarności)
- Ds. handlu zagranicznego, atrakcyjności, Frankofonii i diaspory: Franck Riester (przy ministrze do spraw Europy i spraw zagranicznych)
- Ds. Europy: Jean-Noël Barrot (przy ministrze do spraw Europy i spraw zagranicznych)
- Ds. transportu: Patrice Vergriete (przy ministrze transformacji energetycznej i spójności terytorialnej)
- Ds. mieszkalnictwa: Guillaume Kasbarian (przy ministrze transformacji energetycznej i spójności terytorialnej)
- Minister delegowany przy ministrze rolnictwa i suwerenności żywnościowej: Agnès Pannier-Runacher

Sekretarze stanu powołani 8 lutego 2024
- Przy ministrach: Marina Ferrari, Sabrina Agresti-Roubache, Patricia Mirallès, Chrysoula Zacharopoulou, Hervé Berville